# Cornell (Illinois)
Cornell – wieś w Stanach Zjednoczonych, w stanie Illinois, w hrabstwie Livingston.